# Liste der Bodendenkmäler in Theisseil
Auf dieser Seite sind die Bodendenkmäler in der Oberpfälzer Gemeinde Theisseil zusammengestellt. Diese Tabelle ist eine Teilliste der Liste der Bodendenkmäler in Bayern. Grundlage ist die Bayerische Denkmalliste, die auf Basis des Bayerischen Denkmalschutzgesetzes vom 1. Oktober 1973 erstmals erstellt wurde und seither durch das Bayerische Landesamt für Denkmalpflege geführt wird. Die folgenden Angaben ersetzen nicht die rechtsverbindliche Auskunft der Denkmalschutzbehörde.

## Bodendenkmäler der Gemeinde Theisseil

### Gemarkung Edeldorf
| Lage                | Objekt | Akten-Nr.     | Bild |
| ------------------- | --- | ------------- | ---- |
| Edeldorf (Standort) | Archäologische Befunde und Funde im Bereich der Evangelisch-Lutherischen Kirche St. Ulrich in Wilchenreuth, darunter die Spuren eines mittelalterlichen Adelssitzes. | D-3-6239-0129 |      |
| Edeldorf (Standort) | Endpaläolithische/mesolithische Freilandstation, Siedlungen der Bronzezeit oder Urnenfelderzeit und der Frühlatènezeit.                                              | D-3-6239-0130 |      |
| Edeldorf (Standort) | Mittelalterlicher Turmhügel. | D-3-6339-0002 |      |
| Edeldorf (Standort) | Mittelalterlicher Turmhügel. | D-3-6339-0012 |      |
| Edeldorf (Standort) | Mesolithische Freilandstation. | D-3-6339-0023 |      |
| Edeldorf (Standort) | Mesolithische Freilandstation, Siedlung der Frühlatènezeit, mittelalterliche Wüstung.                                                                                | D-3-6339-0024 |      |

### Gemarkung Roschau
| Lage               | Objekt | Akten-Nr.     | Bild |
| ------------------ | --- | ------------- | ---- |
| Roschau (Standort) | Mittelalterlicher Burgstall.                                                                                       | D-3-6239-0017 |      |
| Roschau (Standort) | Untertägige Befunde des spätmittelalterlichen und frühneuzeitlichen Eisenhammers und Hammergutes Hammerharlesberg. | D-3-6239-0134 |      |

### Gemarkung Weiden i.d.OPf.
| Lage                       | Objekt                                                                            | Akten-Nr.     | Bild |
| -------------------------- | --------------------------------------------------------------------------------- | ------------- | ---- |
| Weiden i.d.OPf. (Standort) | Hohlwegebündel und -fächer eines historischen Altstraßensystems (Goldene Straße). | D-3-6339-0013 |      |